# Ausonia (Schiff, 1909)
Die RMS Ausonia (I) war ein 1909 in Dienst gestelltes Transatlantik-Passagierschiff, das von 1911 bis zu seiner Versenkung durch ein deutsches U-Boot im Mai 1918 der britischen Reederei Cunard Line gehörte.

## Das Schiff
Das 8.153 BRT große Dampfschiff wurde auf der Werft Swan, Hunter & Wigham Richardson, Ltd. in der nordenglischen Stadt Wallsend am Tyne gebaut und lief am 18. August 1909 vom Stapel. Das 137,3 Meter lange und 16,5 m breite Schiff hatte einen maximalen Tiefgang von 8,9 Metern und wurde von Dreifachexpansions-Dampfmaschinen von Palmers Co., Ltd. aus Jarrow angetrieben, die 888 PS an den Wellen leisteten. Im September 1909 wurde das Schiff fertiggestellt. Die Höchstgeschwindigkeit lag bei zwölf Knoten. Das Schiff war mit einem Schornstein, vier Masten und zwei Schrauben ausgestattet. Die Passagierkapazität lag bei 37 Passagieren in der Ersten und 1.000 in der Dritten Klasse.
Das Schiff wurde für die in Dundee sitzende Reederei Thomson Line gebaut und lief unter dem Namen Tortona vom Stapel. Die Thomson Line war in der Mitte des 19. Jahrhunderts als reines Frachtunternehmen entstanden, beförderte aber seit den 1880er Jahren auch Passagiere von Großbritannien nach Kanada und in den Mittelmeerraum. 1907 wurde die Thomson Line in die Cairn Line integriert, behielt aber ihren Namen und ihre Schiffe. Die Tortona und die 1909 von der Wilson Line übernommene Cairnrona waren die einzigen reinen Passagierschiffe der Reederei; alle anderen dienten in erster Linie immer noch als Frachtschiffe.
Am 22. Oktober 1909 legte die Tortona in Middlesbrough zu ihrer Jungfernfahrt nach Quebec und Montreal ab. Am 20. November 1909 lief sie in Montreal zu ihrer ersten Fahrt (via Québec) nach Neapel, Genua und Livorno aus. Im März 1910 fand ihre erste Überfahrt von Neapel nach Portland statt. Später wurde sie auch auf den Strecken Neapel–Québec–Montreal und London–Québec–Montreal eingesetzt.
1911 wurden die Tortona, die Cairnrona (7.640 BRT, 1900) und die noch nicht fertige Gerona (9.111 BRT, 1911) an Cunard verkauft, da die Thomson Line von da an unter dem Namen Cairn-Thomson Line wieder nur im Frachtverkehr tätig war und keine Passagiere mehr beförderte. Die Tortona wurde in Ausonia (I), die Cairnrona in Albania (I) und die Gerona in Ascania (I) umbenannt. Die drei neuen Schiffe bedienten für Cunard die neue Route London–Southampton–Québec–Montreal, mit der sie ins Handelsgeschäft nach Kanada einstiegen. Die Ausonia wurde 1914 an die Anchor Line verchartert, die kurz zuvor von Cunard übernommen worden war. Für die Anchor Line vollendete das Schiff vier Fahrten auf der Strecke Glasgow–Moville–New York, bis es wieder auf die Kanadaroute kam.

## Im Ersten Weltkrieg
Im April 1915 beförderte die Ausonia das irische Infanterieregiment Royal Dublin Fusiliers nach Limnos. Im Januar 1916 evakuierte sie dasselbe Regiment von der Halbinsel Gallipoli. Am 11. Juni 1917 wurde die Ausonia auf einer Fahrt von Montreal nach Avonmouth von dem deutschen U-Boot U 55 unter dem Kommando von Oberleutnant zur See Wilhelm Werner torpediert, wobei ein Mensch ums Leben kam. Sie wurde beschädigt, schaffte es aber nach Queenstown.
Am 30. Mai 1918 wurde die Ausonia erneut von einem deutschen U-Boot angegriffen und dieses Mal versenkt. Das Schiff befand sich mit 140 Besatzungsmitgliedern an Bord (aber ohne Passagiere) unter dem Kommando von Kapitän Robert Capper auf einer Fahrt von Liverpool nach New York und wurde 620 Seemeilen südwestlich vom Fastnet-Felsen von U 62 unter dem Kommando von Kapitänleutnant Ernst Hashagen angegriffen. Hashagen hatte 1917 mit U 62 auch den norwegischen Kohlenfrachter Storstad versenkt, der 1914 mit der Empress of Ireland kollidiert war und deren Untergang verursacht hatte.
Durch die Detonation des Torpedos starben an Bord des Ozeandampfers acht Besatzungsmitglieder. Etwa 45 Minuten nach dem Torpedotreffer tauchte U 62 auf und stellte das sinkende Schiff unter Artilleriebeschuss. Die Ausonia sank schließlich auf der Position 47° 59′ N, 23° 42′ W. Die überlebende Besatzung konnte das Schiff vorher verlassen. Erst am 8. Juni, acht Tage nach der Versenkung, wurden die Überlebenden von der Zennia und einem amerikanischen Zerstörer geborgen. In der Zwischenzeit war die Zahl der Toten auf 44 angestiegen (darunter der Erste Offizier des Schiffs, Richard R. Neale) und die Boote waren etwa 900 Seemeilen von der Untergangsstelle entfernt gedriftet. Kapitän Capper wurde danach mit dem Distinguished Service Cross (DSC) ausgezeichnet.